# Dušan Jovančić
Dušan Jovančić (en cirílico: Душан Јованчић; Belgrado, RFS de Yugoslavia, 19 de octubre de 1990) es un futbolista serbio que juega de centrocampista en el FC Astana de la Liga Premier de Kazajistán.

## Trayectoria

### Vojvodina
Jovančić fichó por dos años por el Vojvodina en enero de 2016. Llegó a ser el capitán del equipo.

### Estrella Roja
El 29 de mayo de 2018 fichó por el Estrella Roja de Belgrado por dos años. Llegó al club como reemplazo del neerlandés Mitchell Donald, quien era el centrocampista defensivo titular.

## Estadísticas
Actualizado al último partido disputado el 30 de octubre de 2021.
| F. K. Borac Čačak Serbia | 2.ª           | 2012-13       | 20  | 1 | 3  | 0 | 0  | 0 | 23  | 1  |
| F. K. Borac Čačak Serbia | 2.ª           | 2013-14       | 18  | 0 | 2  | 0 | 0  | 0 | 20  | 0  |
| F. K. Borac Čačak Serbia | 1.ª           | 2014-15       | 27  | 0 | 0  | 0 | 0  | 0 | 27  | 0  |
| F. K. Borac Čačak Serbia | 1.ª           | 2015-16       | 21  | 0 | 1  | 0 | 0  | 0 | 22  | 0  |
| F. K. Borac Čačak Serbia | Total club    | Total club    | 86  | 1 | 6  | 0 | 0  | 0 | 92  | 1  |
| F. K. Vojvodina Serbia | 1.ª           | 2015-16       | 9   | 0 | 1  | 0 | —  | — | 10  | 1  |
| F. K. Vojvodina Serbia | 1.ª           | 2016-17       | 25  | 2 | 4  | 1 | 6  | 0 | 35  | 3  |
| F. K. Vojvodina Serbia | 1.ª           | 2017-18       | 33  | 3 | 3  | 0 | 2  | 0 | 38  | 3  |
| F. K. Vojvodina Serbia | Total club    | Total club    | 67  | 5 | 8  | 1 | 8  | 0 | 83  | 7  |
| Estrella Roja Serbia | 1.ª           | 2018-19       | 27  | 2 | 3  | 0 | 10 | 0 | 40  | 2  |
| Estrella Roja Serbia | 1.ª           | 2019-20       | 14  | 0 | 3  | 0 | 10 | 1 | 27  | 1  |
| Estrella Roja Serbia | 1.ª           | 2020-21       | 0   | 0 | 0  | 0 | 1  | 0 | 1   | 0  |
| Estrella Roja Serbia | Total club    | Total club    | 41  | 2 | 6  | 0 | 21 | 1 | 68  | 3  |
| Çaykur Rizespor Turquía | 1.ª           | 2020-21       | 4   | 0 | 3  | 0 | —  | — | 7   | 0  |
| Çaykur Rizespor Turquía | Total club    | Total club    | 4   | 0 | 3  | 0 | 0  | 0 | 7   | 0  |
| F. C. Tobol Kostanai · Kazajistán | 1.ª           | 2021          | 17  | 0 | 8  | 0 | 4  | 1 | 29  | 1  |
| F. C. Tobol Kostanai · Kazajistán | Total club    | Total club    | 17  | 0 | 8  | 0 | 4  | 1 | 29  | 1  |
| Total carrera | Total carrera | Total carrera | 215 | 8 | 31 | 1 | 33 | 2 | 279 | 12 |
| (1) Incluye datos de la Copa de Serbia, la Copa de Turquía, la Copa de Kazajistán y la Supercopa de Kazajistán. (2) Incluye datos de la Liga Europa de la UEFA (2016-17, 2017-18), la Liga de Campeones de la UEFA (2018-19, 2019-20) y la Liga Europa Conferencia de la UEFA |               |               |     |   |    |   |    |   |     |    |

## Palmarés

### Títulos nacionales
| Título                     | Club                 | País       | Año     |
| -------------------------- | -------------------- | ---------- | ------- |
| Superliga de Serbia        | Estrella Roja        | Serbia     | 2018-19 |
| Superliga de Serbia        | Estrella Roja        | Serbia     | 2019-20 |
| Supercopa de Kazajistán    | F. C. Tobol Kostanai | Kazajistán | 2021    |
| Liga Premier de Kazajistán | F. C. Tobol Kostanai | Kazajistán | 2021    |

### Distinciones individuales
| Distinción                                        | Año     |
| ------------------------------------------------- | ------- |
| Equipo de la temporada de la Superliga de Serbia. | 2018-19 |